# Stora Gröndal

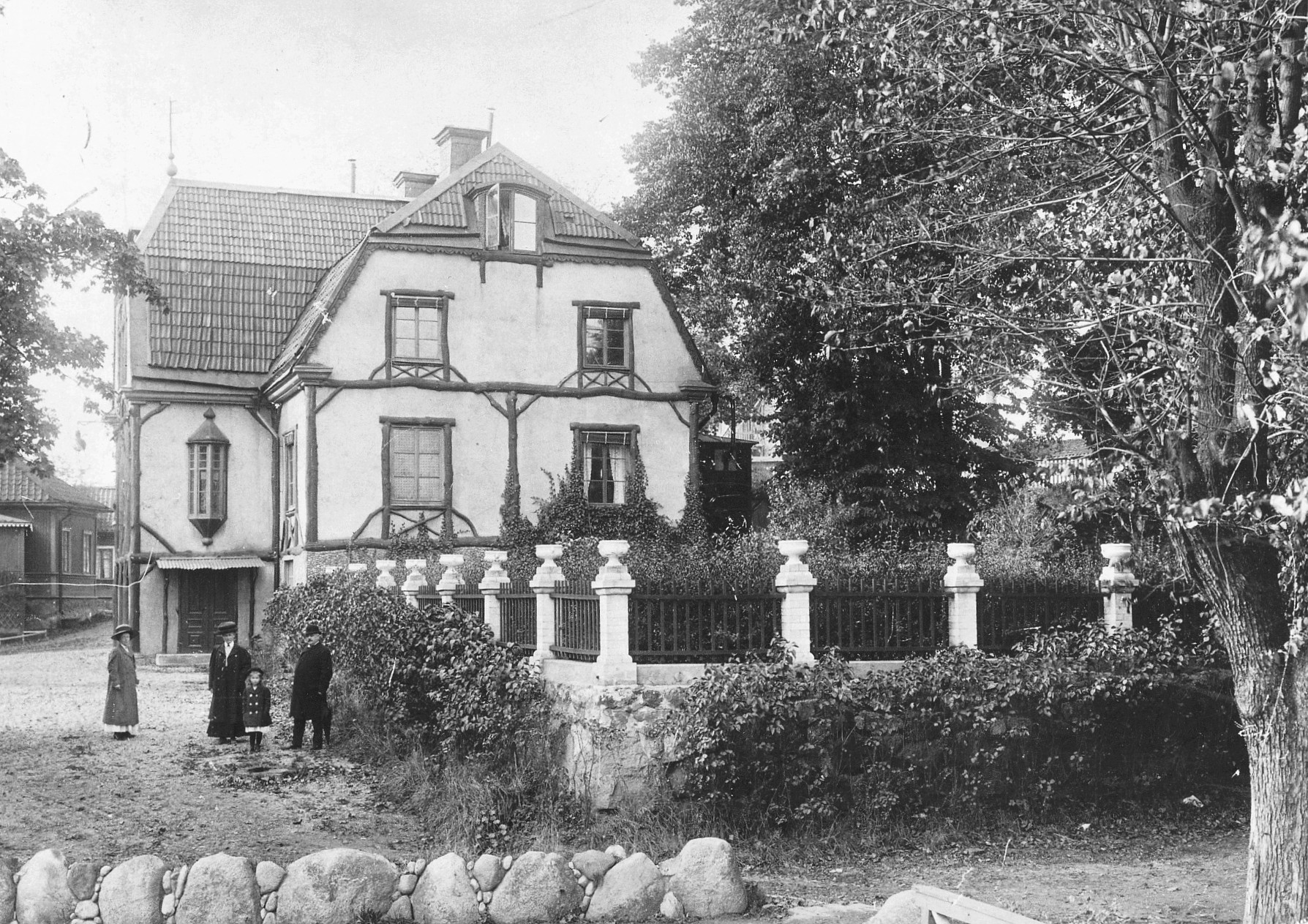
Villa Lindudden, Gröndal, omkring 1910.

Stora Gröndal var en egendom i Brännkyrka socken, belägen i nuvarande stadsdelen Gröndal i södra Stockholm. Stället, som gav stadsdelen sitt namn, uppfördes 1781 och blev i början av 1900-talet ombyggt till en stor villa kallad Lindudden. Byggnaden revs 1957. Bara kvarteret Gröndalsgården påminner idag om gården.

## Historik

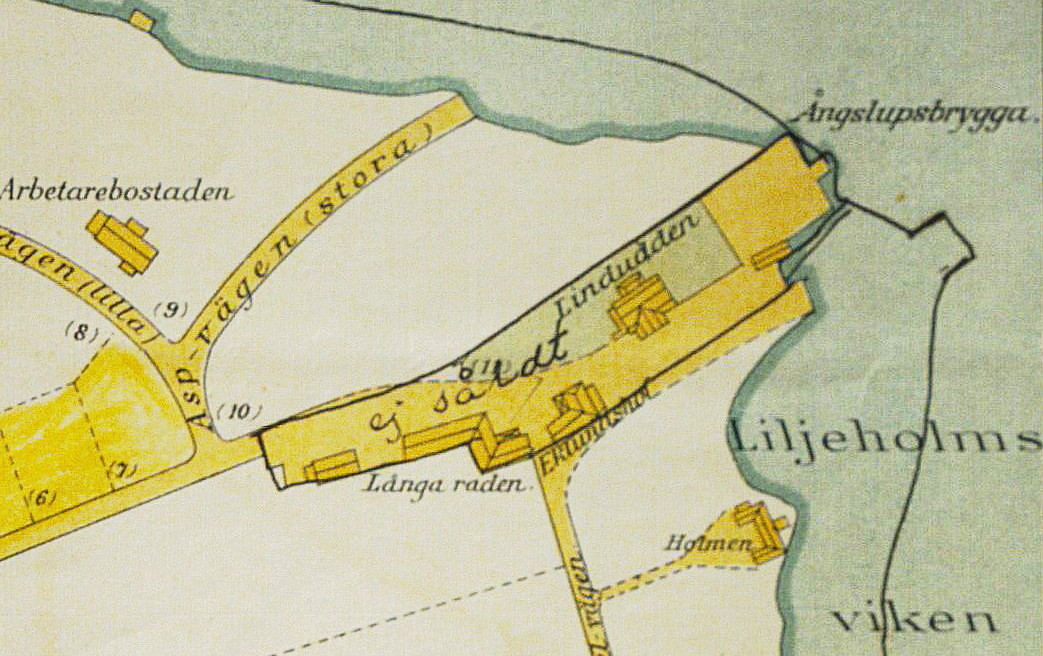
Lindudden, Gröndal, 1904.

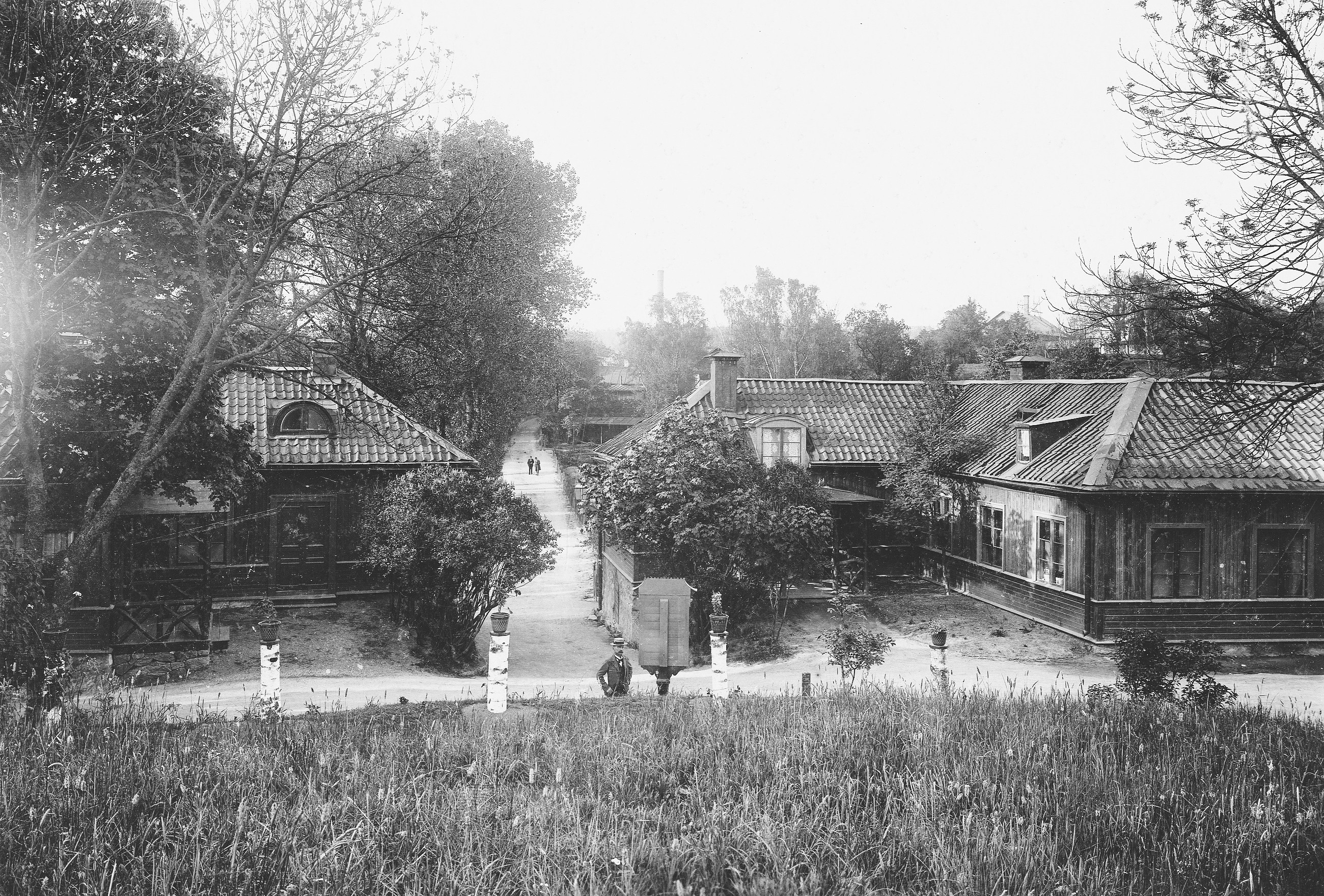
Gröndalsgårdens "Långa raden". Vy söderut, 1900-talets början.

Stora Gröndal låg vid nuvarande Gröndalshamnen (där Gröndals båtklubb och Träbåtssällskapet Skeppsmyran har sin verksamhet) på östra Gröndal. Stället hörde ursprungligen till Hägerstens gård, men friköptes 1779 och brann ner 1781. Stället kom därefter att främst nyttjas som sommarnöje tillsammans med de intilliggande gårdarna, Stora Fågelsången, Charlottendal och Ekensberg. Samtliga förvandlades till små herrgårdsliknande sommarställen. "Alla dessa lägenheter är för sitt läge i vildskön och frisk natur, under sommartiden mera eller mindre upptagna av utflyttade Stockholmsbor", noterades 1850.
År 1898 förvärvades Gröndals gård och lägenheten Lilla Ekensberg omfattande 82 tunnland av Gröndals tomt- och byggnadsaktiebolag. Här skulle det skapas mönstersamhället vid namn Gröndals Villastad. Kring sekelskiftet 1900 köptes Stora Gröndals huvudbyggnad av fabrikören Robert Fristedt (1857-1924). Fristedt var delägare och verkställande direktör vid närbelägna A.W. Friestedts fabriksaktiebolag samt verkställande direktör för Gröndals tomt- och byggaktiebolag. Han lät bygga om huset till en stor villa som han kallade Lindudden. Till bebyggelsen hörde några låga huslängor; Långa raden och Eklundshov och strax öster om huvudbyggnaden låg Gröndals ångbåtsbrygga. 
Omkring 1910 flyttade Nya Varvet hit och 1923 startade Gröndals båtklubb sin verksamhet vid Liljeholmsviken. På 1920-talet öppnade Janderssons bil- & mekaniska verkstad vid gården. Söder om gården utbredde sig Gröndalsvarvets enorma anläggning bestående av plåttäckta skjul. Kring Lindudden växte Gröndals bebyggelse allt närmare och av "vildskön och frisk natur" fanns inte mycket kvar längre. Från 1950 och framåt stod huset tomt och igenbommat och i januari 1957 revs slutligen Villa Lindudden. På tomten, fastigheten Gröndalsgården 4, uppfördes i slutet av 1970-talet förskolan Hamngården (ej att förväxla med förskolan Gröndalsgården som ligger på Lövholmsvägen 85).

## Bilder

Lindudden på Fristedts tid
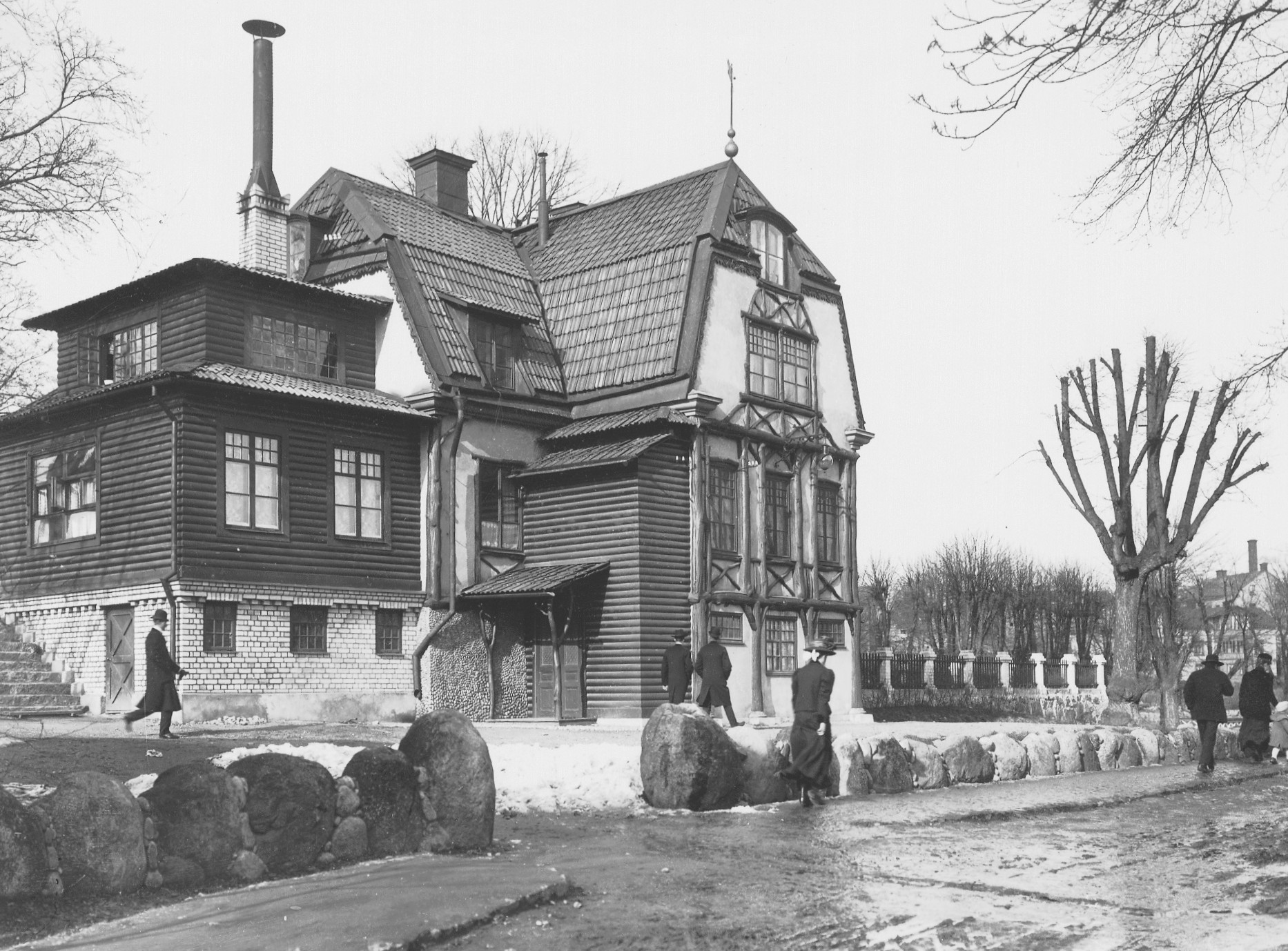
Villa Lindudden, 1909.
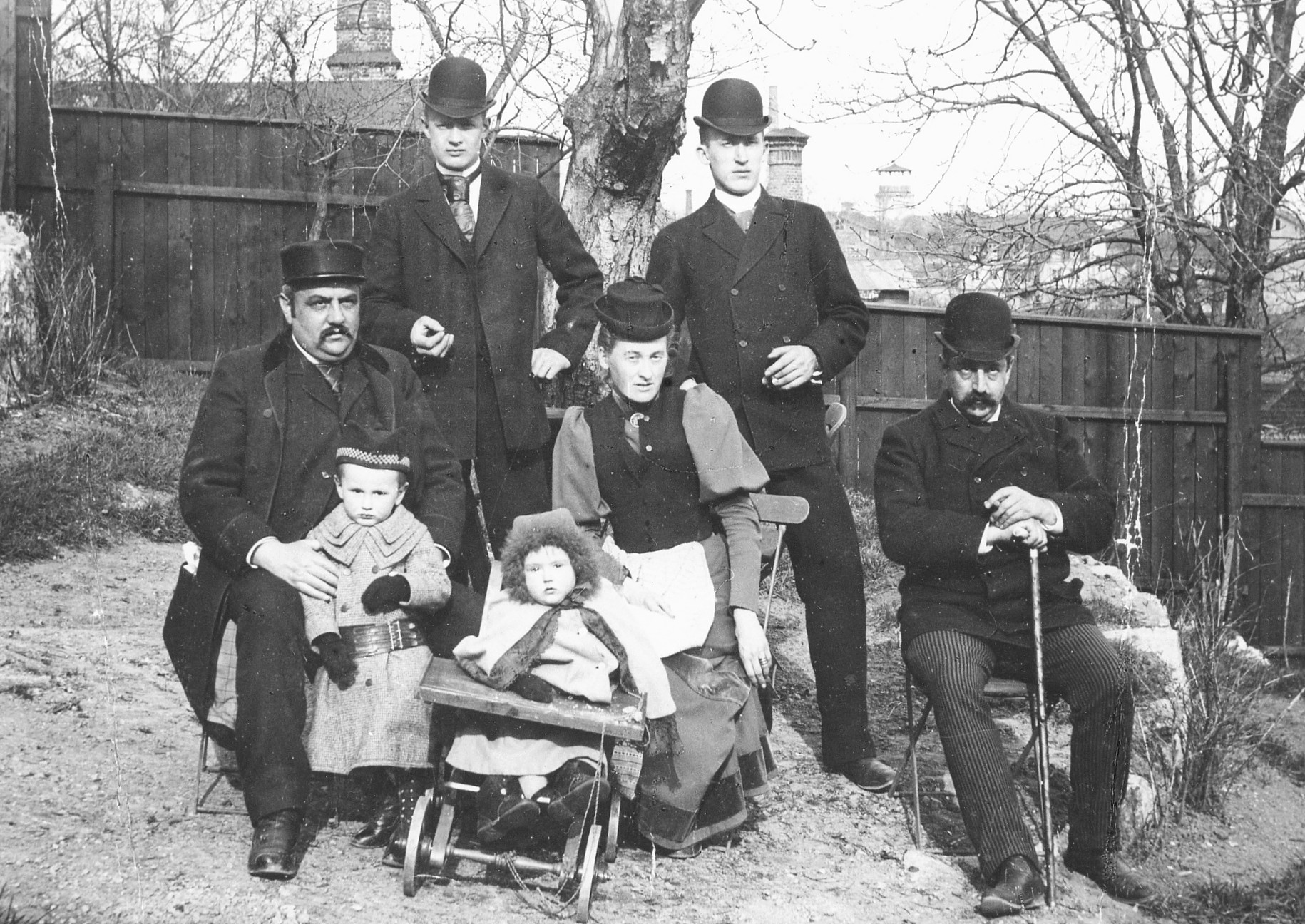
Familjen Fristedt vid Lindudden 1903.
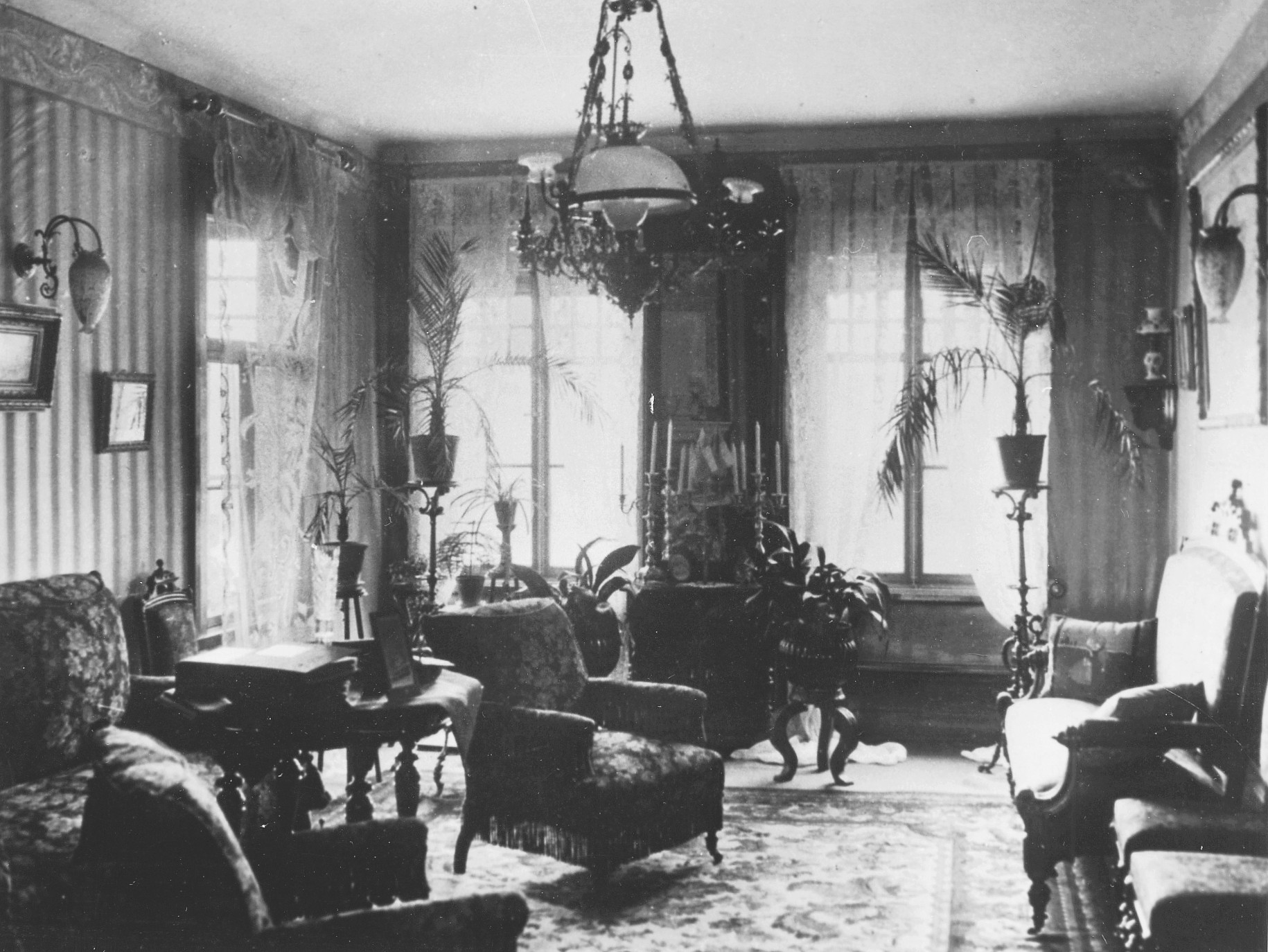
Linduddens salong, 1904.
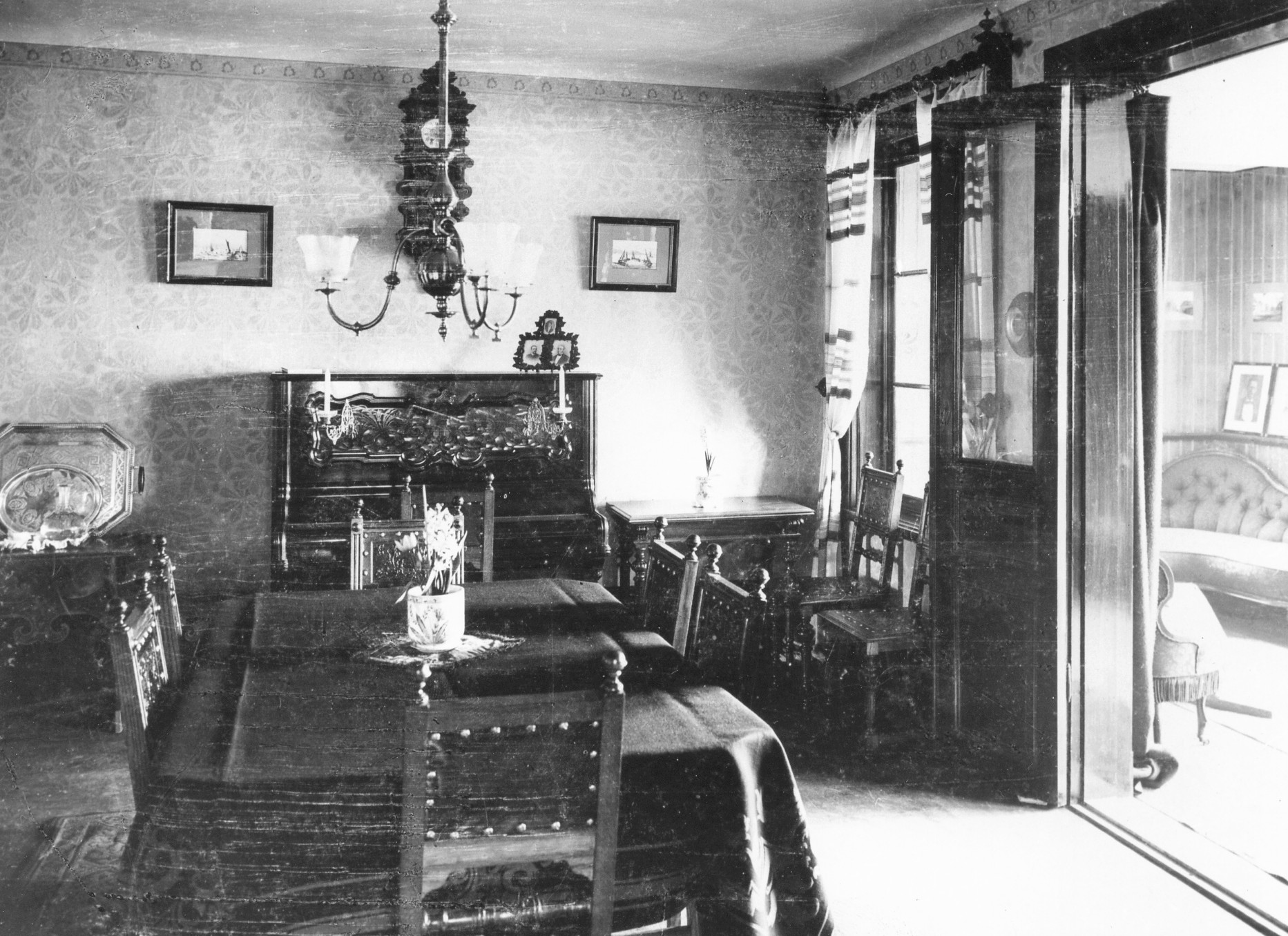
Linduddens matsal, 1904.

Linduddens vidare öden
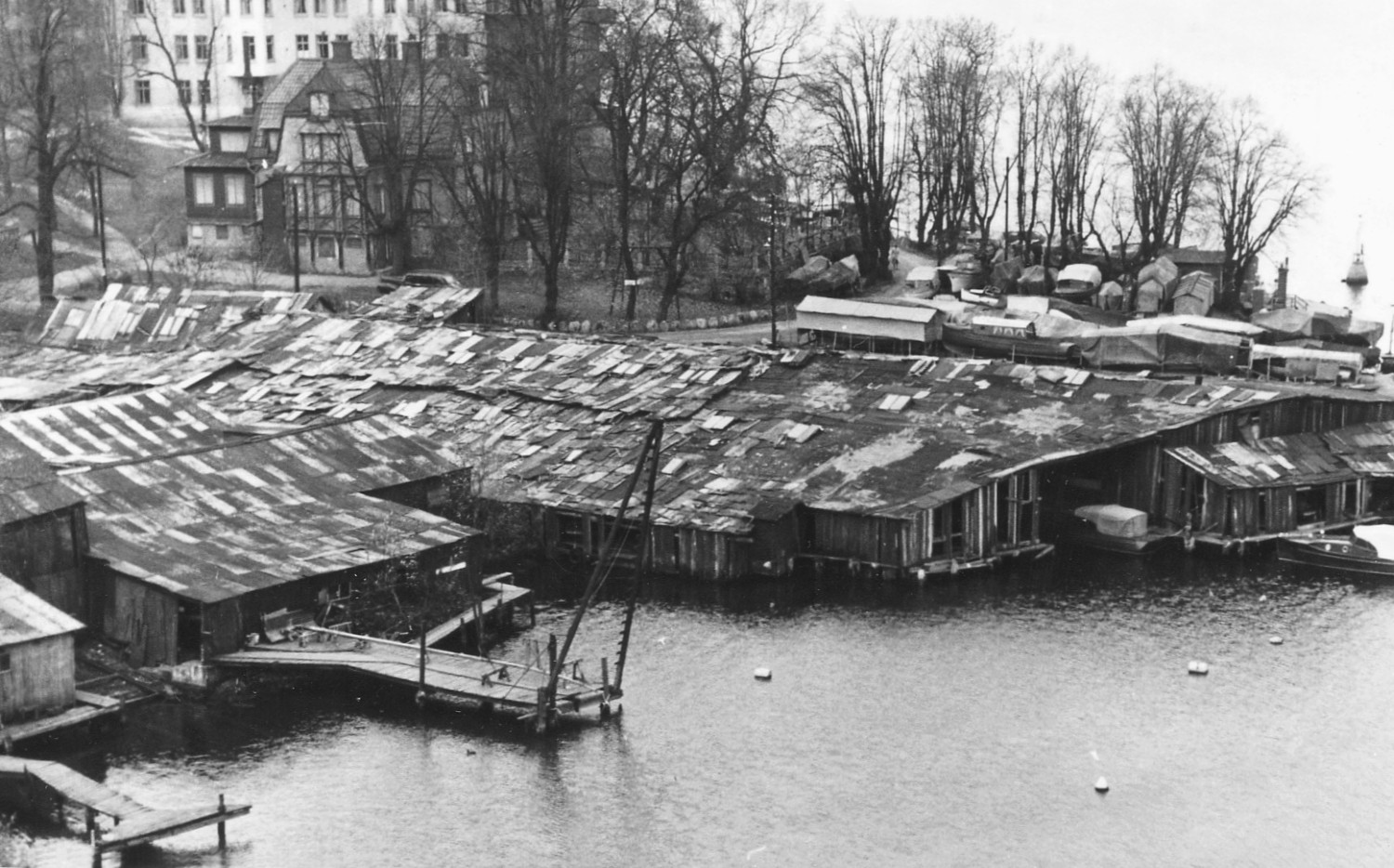
Gröndalsvarvet och Lindudden, 1950-tal.
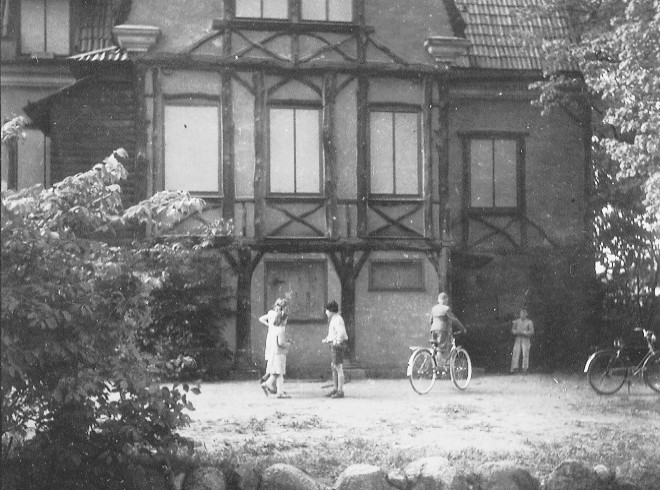
Villa Lindudden med förspikade fönster, 1951.
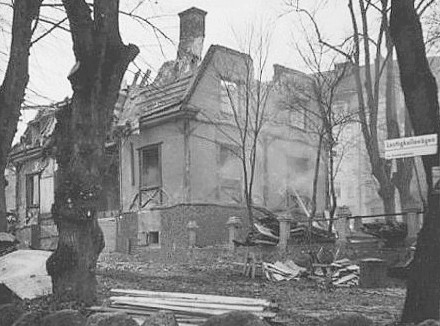
Villa Lindudden, rivning 1957.
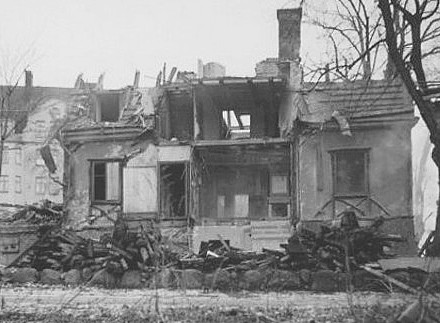
Villa Lindudden, rivning 1957.